# V Волопаса
V Волопаса (лат. V Boötis), HD 127335 — двойная звезда в созвездии Волопаса на расстоянии приблизительно 1642 световых лет (около 503 парсеков) от Солнца. Видимая звёздная величина звезды — от +12m до +7m.

## Характеристики
Первый компонент — красный гигант, пульсирующая полуправильная переменная звезда (SR) спектрального класса M6e, или M9, или Md, или Me. Масса — около 1,039 солнечной, радиус — около 393,599 солнечных, светимость — около 2590,44 солнечных. Эффективная температура — около 3286 K.
Второй компонент — коричневый карлик. Масса — около 20,52 юпитерианских. Удалён на 1,515 а.е..